# Garfield Gets Real
Garfield Gets Real é um filme estadunidense baseado nos quadrinhos do gato Garfield. Essa é a  primeira animação digital de Garfield, que foi lançado apenas em DVD.

## Sinopse
Garfield (Frank Welker), Odie (Gregg Berger) e seu dono, Jon (Wally Winger), vivem dentro do mundo dos quadrinhos e trabalham num estúdio que produz tirinhas que sairão no jornal do mundo real. O gato preguiçoso que adora lasanha vive achando que a vida naquela dimensão é entediada, até que, Odie, o cão amigo de Garfield, acha um portal que é um furo na tela onde as tirinhas aparecem, é a passagem para o mundo real e, sabendo que a vida no mundo real é nova por um telão que capta as coisas que o portal "filma", ele passa, escondido, para a nova dimensão, sabendo que não pode voltar. Ele faz de tudo para conseguir uma vida boa mesmo sendo um gato de rua, conhecendo alguns amigos felinos também de rua. Mas faz de tudo para voltar e, enquanto isso, ele vê que, pelo desaparecimento de Garfield, o jornal está fazendo uma seleção de personagens novos que substituem o gordo gato. Agora o Garfield tem apenas 24 horas para aparecer no mundo dos quadrinhos e provar que o preguiçoso não precisa ser substituído (pois apareceu!), mas parece que os escolhidos para serem os substitutos não querem ficar sem emprego.